# جواو بارون
جواو بارون (بالبرتغالية: João Barone‏) هو موسيقي برازيلي، ولد في 4 أغسطس 1962 في ريو دي جانيرو في البرازيل.

## روابط خارجية
- جواو بارون على موقع IMDb (الإنجليزية)
- جواو بارون على موقع ميوزك برينز (الإنجليزية)